# 乌特·舍尔
乌特·舍尔（德語：Ute Schell，1966年4月2日—），旧姓施坦格（Stange）、瓦格纳（Wagner），德国女子赛艇运动员。她曾代表东德、德国参加1988年、1992年和1996年夏季奥林匹克运动会赛艇比赛，获得一枚金牌和一枚铜牌。